# Difetarsone
Difetarsone là một chất chống nguyên sinh. Các nghiên cứu khác nhau đã cho thấy nó đặc biệt hiệu quả đối với Trichuris trichiura, thường được gọi là giun đũa. Trước khi sử dụng thuốc vào đầu những năm 1970, có rất ít phương pháp điều trị hiệu quả cho nhiễm trùng này. Nó cũng đã được sử dụng để điều trị nhiễm trùng Entamoeba histolytica.
Difetarsone thường có tác dụng phụ nhỏ, bao gồm phát ban, buồn nôn và nôn. Nó cũng đã dẫn đến phù mạch trong ít nhất một trường hợp được biết đến.